# James Simons

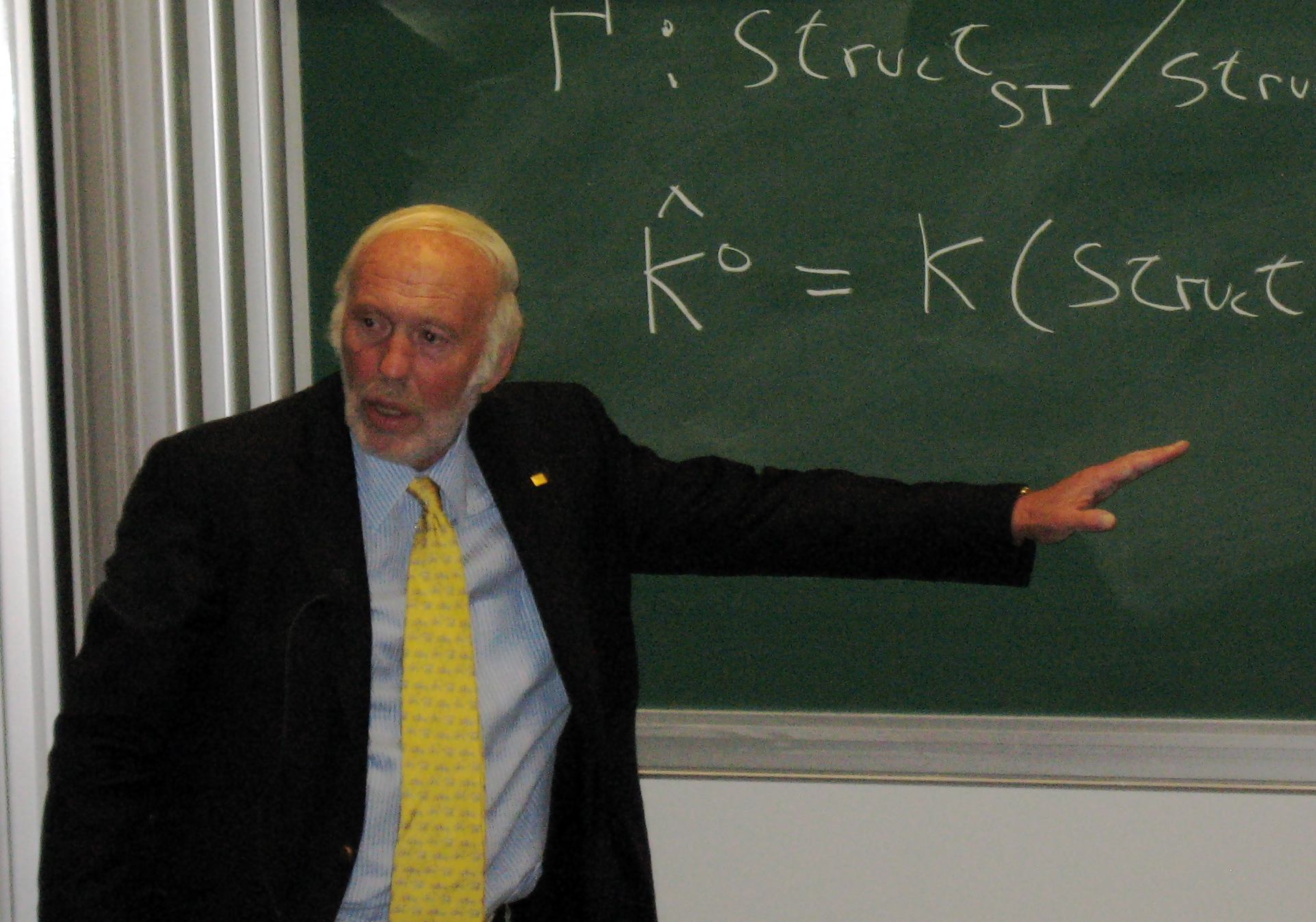
James Harris Simons (2007)

James „Jim“ Harris Simons (* 25. April 1938 in Newton, Massachusetts; † 10. Mai 2024 in New York City) war ein US-amerikanischer Mathematiker und Hedgefonds-Manager. Er gründete den Investment-Fonds Renaissance Technologies und avancierte zu einem der reichsten Fondsmanager der Welt, mit einem laut Forbes geschätzten Privatvermögen von rund 30,7 Milliarden US-Dollar im Januar 2024.

## Frühe Jahre und Ausbildung
Simons war der Sohn eines jüdischen Schuhfabrikanten in Newton (Massachusetts). Er studierte am MIT (Bachelor 1958), wo er 1961 Moore-Instructor war (und mit Isadore Singer zusammenzuarbeiten begann), und wurde 1962 an der University of California, Berkeley bei Bertram Kostant promoviert (On the transitivity of holonomy systems). 1961 bis 1964 unterrichtete er an der Harvard University und war dann bis 1968 Wissenschaftler bei der Communications Research Division des Institute for Defense Analyses (IDA) (unter Leitung von Maxwell D. Taylor), für die er Codes während des Vietnamkrieges knackte. Weil er einen Leserbrief an die New York Times schrieb, in dem er den Vietnamkrieg mit deutlichen Worten verurteilte, wurde er gefeuert. 1968 wurde er Chairman des Mathematik Departments der State University of New York at Stony Brook, wohin er u. a. James Ax holte.

### Forschung
Simons wurde für seine Arbeit über Minimalflächen und für die Chern-Simons-Formen bekannt, die er mit Shiing-Shen Chern 1974 einführte und die Anwendungen z. B. in der Stringtheorie, Knotentheorie und topologischen Quantenfeldtheorie haben (Chern-Simons-Theorie).
In seiner Arbeit über Minimalflächen von 1968 bewies er die nach ihm benannte Simons-Ungleichung, eine untere Schranke für den Laplace-Operator, der auf das Quadrat des Betrags der zweiten Fundamentalform einer minimalen Hyperfläche in einer Riemannschen Mannigfaltigkeit wirkt. Sie spielte eine fundamentale Rolle bei der Lösung des Bernstein-Problems. Sergei Natanowitsch Bernstein hatte 1927 bewiesen, dass in zwei Dimensionen im euklidischen Raum vollständige Minimalflächen Hyperflächen sind, was Ennio De Giorgi auf d=3 erweitert hatte und Frederick Almgren für d=4. Simons konnte mit seiner Ungleichung zeigen, dass der Satz für {\displaystyle d\leq 7} zutrifft, und wenig später konnte durch De Giorgi, Enrico Giusti und Enrico Bombieri gezeigt werden, dass der Satz für höhere Dimensionen nicht mehr gilt. Dabei leistete Simons ebenfalls eine wichtige Vorarbeit: Er führte einen siebendimensionalen Kegel im achtdimensionalen euklidischen Raum ein (Simons-Kegel), von dem Bombieri, De Giorgi und Giusti dann zeigten, dass er eine Minimalfläche war und damit ein Gegenbeispiel zur Bernstein-Vermutung lieferte. Der Simons-Kegel hat die Gleichung {\displaystyle x_{1}^{2}+x_{2}^{2}+x_{3}^{2}+x_{4}^{2}=x_{5}^{2}+x_{6}^{2}+x_{7}^{2}+x_{8}^{2}} im {\displaystyle \mathbb {R} ^{8}}.
1976 erhielt Simons den Oswald-Veblen-Preis in Geometrie der American Mathematical Society.

## Renaissance Technologies
1978 wandte er sich von der Mathematik ab und ging in die Finanzbranche, in der er eine Vorreiterrolle in der Anwendung fortgeschrittener mathematischer Methoden hatte. 1982 gründete er die New Yorker Investmentgesellschaft Renaissance Technologies mit ihrem Flaggschiff-Hedgefonds „Medallion Fund“, in der er auch eine Gesellschaft von James Ax 1988 verschmolz und dessen Vorsitzender er bis 2010 war. 2005 gründete er für institutionelle Investoren den Renaissance Institutional Equity Fund.
2006 war er Finanzingenieur des Jahres der IAFE (International Association of Financial Engineers).

## Vermögen und Wohltätigkeit
Laut Forbes betrug Simons Privatvermögen im Oktober 2020 rund 23,5 Mrd. US-Dollar, womit er Platz 23 der reichsten US-Amerikaner und Platz 36 der reichsten Menschen weltweit belegte. 2019 war er der bestverdienende Hedgefonds-Manager.
Simons stiftete für mathematische Forschung (z. B. MSRI) und Autismusforschung (wo seine Stiftung seit 2007 über 200 Millionen Dollar vor allem in die Forschung spendete). Seine Tochter ist autistisch. Außer beim MSRI war er Trustee der Rockefeller University, des Institute for Advanced Study (dem er eine hohe Summe für biologische Forschung spendete) und des Brookhaven National Laboratory (2006 retteten er und einige andere mit 13 Millionen Dollar den Relativistic Heavy Ion Collider vor der Schließung). Zum Gedenken an zwei seiner Söhne, die bei Unfällen starben, gründete die Simons Foundation das private Naturschutzgebiet Avalon Nature Preserve bei Stony Brook mit 216 Acres und das Gesundheitssystem in Nepal. Im Februar 2008 stiftete er 60 Millionen Dollar für das neu gegründete Science Center for Geometry and Physics in Stony Brook. Seine Simons Foundation unterstützt Forschung in Mathematik und Theoretischer Physik unter anderem durch Stipendien wie die Simons Fellowships.

## Paradise Papers
2017 wurde im Zuge der Veröffentlichungen um die Paradise Papers bekannt, dass Simons auf Bermuda eine Treuhandgesellschaft namens Lord Jim Trust besessen hatte. Der Wert des Lord Jim Trust belief sich Ende 2010 auf ungefähr acht Milliarden US-Dollar, wodurch sein Vermögen um einiges höher war als bis dahin angenommen. Der Lord Jim Trust wurde in vier kleinere Treuhandgesellschaften aufgeteilt, jeweils für Simons und drei seiner Kinder. Nach eigenen Angaben hat Simons seinen Anteil an das 2011 gegründete Unternehmen Simons Foundation International weitergegeben, nicht zu verwechseln mit der Simons Foundation.

## Familie
Simons war zweimal verheiratet. Aus erster Ehe hatte er drei, aus zweiter zwei Kinder. Er hatte ein Anwesen in Head of the Harbor. Aus erster Ehe mit Barbara Bluestein Simons, einer Informatikerin und ehemaligen Präsidentin der Association for Computing Machinery (ACM), stammt Nathaniel „Nat“ Simons (* 1966), der über seine in San Francisco ansässige Firma Meritage Group ebenso als Hedgefonds-Manager tätig ist und 2020 zum Co-Chairman von Renaissance Technologies ernannt wurde.

## Sonstiges
Ab 2007 war er Mitglied der American Philosophical Society und ab 2008 der American Academy of Arts and Sciences. 2012 wurde er Ehrenmitglied der London Mathematical Society. 2014 wurde Simons in die National Academy of Sciences gewählt. 2016 wurde ein Asteroid nach ihm benannt: (6618) Jimsimons.
Simons war einer der größten Spender für die Demokratische Partei.